# MP3
MP3 ili MPEG-1 Audio Layer 3 je najrašireniji lossy audio format. Široko je rasprostranjen uporabom internet servisa, počevši od Napster-a do raznih P2P programa za razmjenu datoteka putem mreže. Unatoč tome, MP3 je zapravo zatvoreni (closed-source) format, zaštićen patentom. Alternativa MP3 formatu je OGG Vorbis format, otvoreni format, s višim stupnjem kompresije, ali i manjom rasprostranjenošću.

## Vanjske poveznice
- MP3 na Curlie
- MP3-history.com, The Story of MP3: How MP3 was invented, by Fraunhofer IIS
- MP3 News Archive  Arhivirana inačica izvorne stranice od 3. ožujka 2019. (Wayback Machine), Over 1000 articles from 1999-2011 focused on MP3 and digital audio
- MPEG.chiariglione.org, MPEG Official Web site
- HydrogenAudio Wiki, MP3
- RFC 3119, A More Loss-Tolerant RTP Payload Format for MP3 Audio
- RFC 3003, The audio/mpeg Media Type